# Eric Krüger
Eric Krüger (ur. 21 marca 1988 w Oschatzu) – niemiecki lekkoatleta specjalizujący się w długich biegach sprinterskich, uczestnik letnich igrzysk olimpijskich w Londynie (2012).

## Sukcesy sportowe
- mistrz Niemiec w biegu na 400 metrów – 2012[2]
- wicemistrz Niemiec w biegu na 400 metrów – 2011[3]
- brązowy medalista mistrzostw Niemiec w biegu na 400 metrów – 2010[4]
- brązowy medalista halowych mistrzostw Niemiec w biegu na 400 metrów – 2010[5]

| Rok  | Miasto    | Zawody             | Konkurencja        | Wynik         |
| ---- | --------- | ------------------ | ------------------ | ------------- |
| 2010 | Barcelona | Mistrzostwa Europy | sztafeta 4 × 400 m | 4. miejsce    |
| 2012 | Helsinki  | Mistrzostwa Europy | sztafeta 4 × 400 m | brązowy medal |

## Rekordy życiowe
- bieg na 100 metrów – 10,62 – Weinheim 27/07/2012
- bieg na 200 metrów – 20,86 – Weinheim 07/07/2013
- bieg na 200 metrów (hala) – 21,52 – Chemnitz 03/02/2008
- bieg na 300 metrów – 33,62 – Pliezhausen 17/05/2009
- bieg na 400 metrów – 45,77 – Ratyzbona 08/06/2013
- bieg na 400 metrów (hala) – 46,92 – Lipsk 23/02/2014